# St. Peter und Paul (Oberweimar)

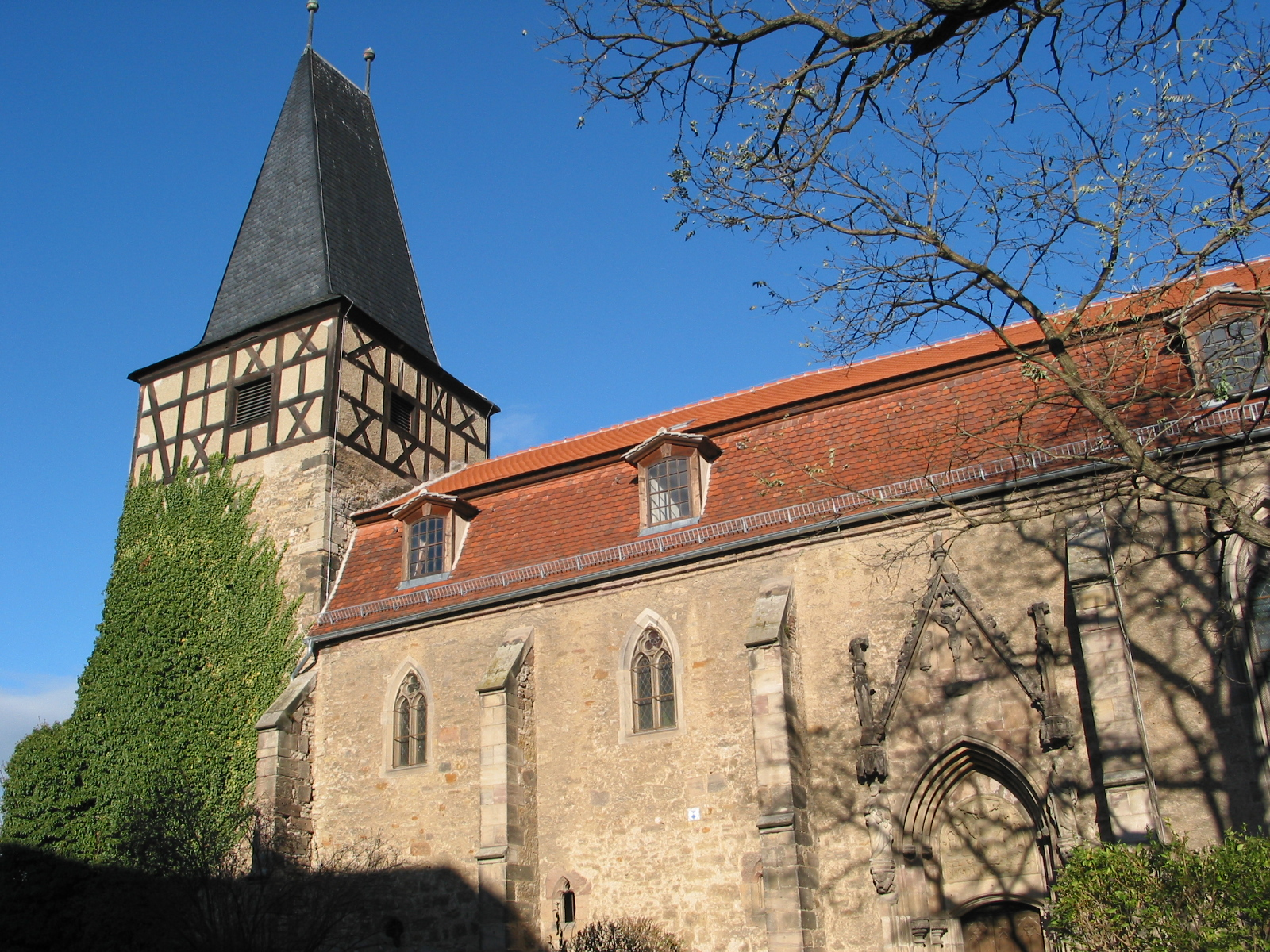
St. Peter und Paul (Oberweimar)

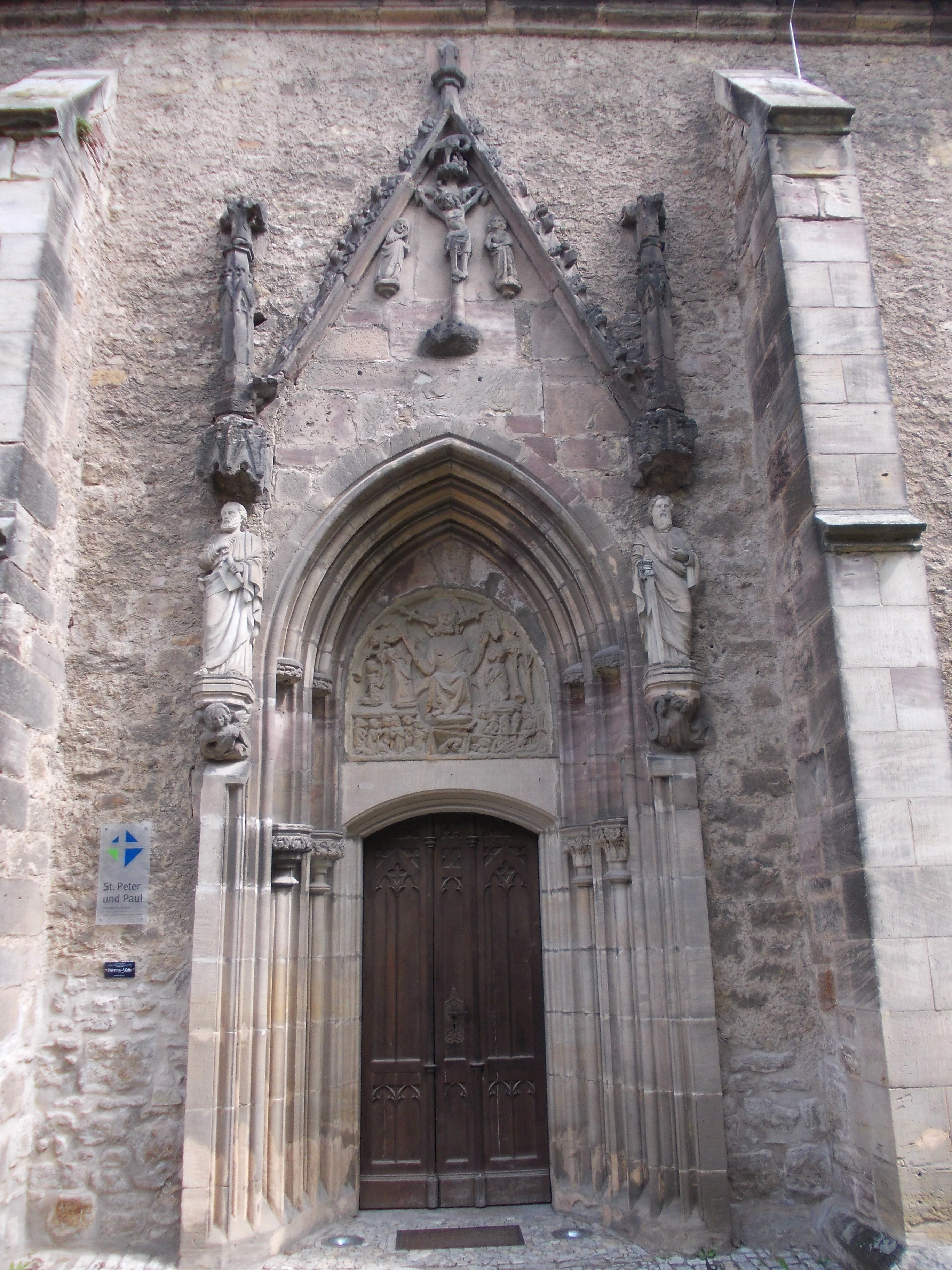
Portal

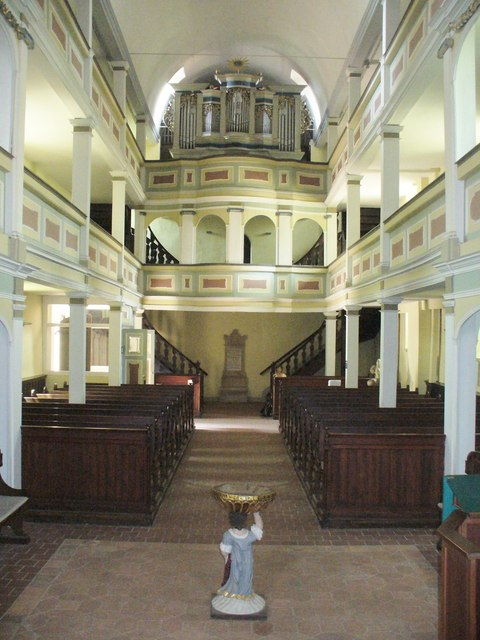
Innenansicht nach Westen

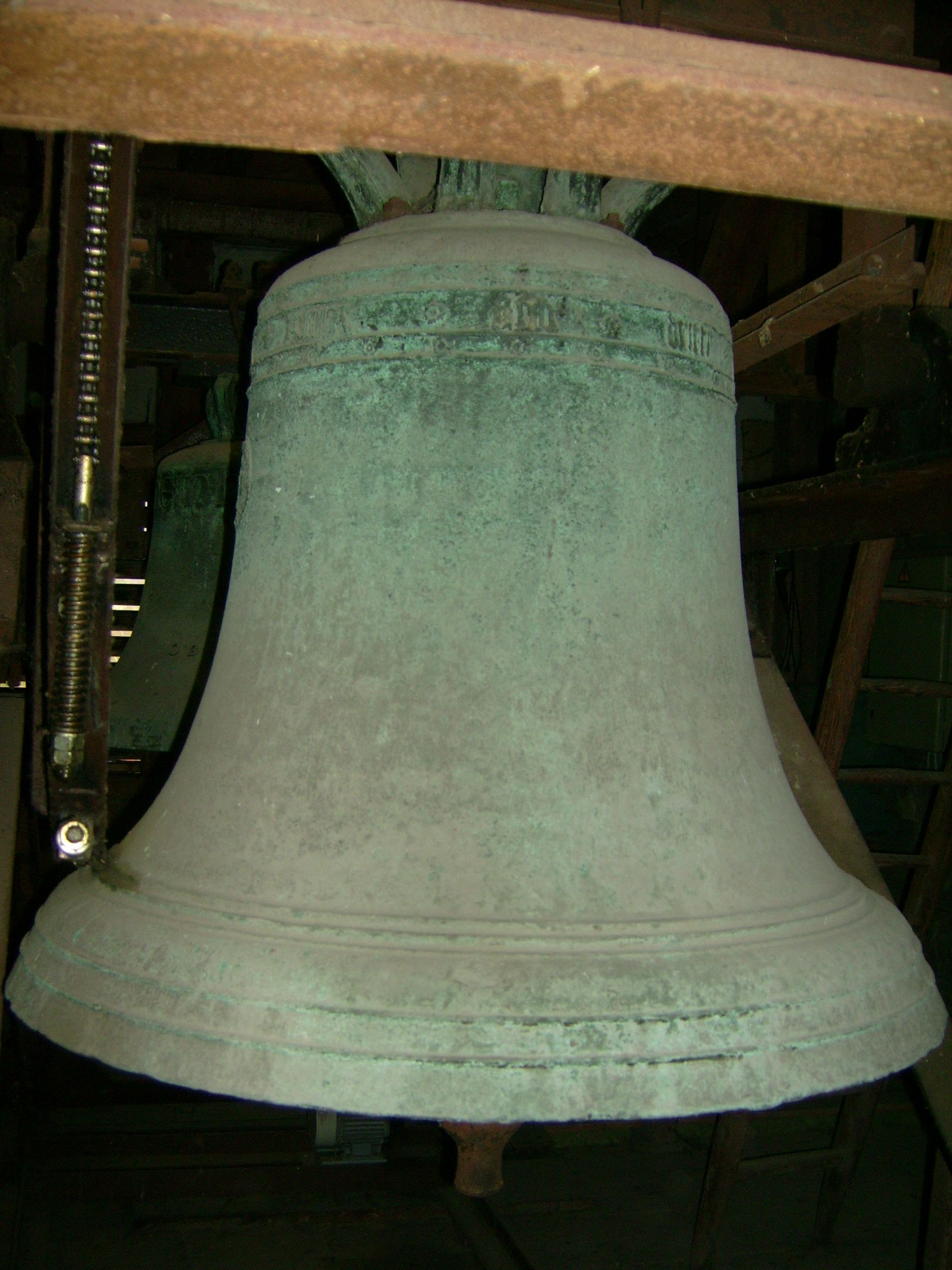
Obendbrot-Glocke

Die ortsbildprägende evangelische Kirche St. Peter und Paul steht im Stadtteil Oberweimar der Stadt Weimar in Thüringen. Sie gehört zur Kirchengemeinde Oberweimar-Ehringsdorf im Kirchenkreis Weimar der Evangelischen Kirche in Mitteldeutschland.

## Geschichte und Architektur
Die Kirche gilt als die älteste in der Umgebung. Vorgängerbau war wohl die Kirche des Zisterzienserinnenklosters, das 1244 erstmals urkundlich erwähnt ist. Laut einer Bischofsurkunde vom 11. August 1281 wurde die zwischen 1248 und 1283 erbaute Kirche den Heiligen Petrus und Paulus geweiht.
Der heutige Saalbau mit dreiseitigem Chorschluss und Strebepfeilern stammt aus dem Jahre 1361. Zwischen 1514 und 1517 ließ die letzte Äbtissin einen Kirchturm über den Papierbach bauen, bis heute eine Besonderheit der Oberweimarer Kirche.
Nach der Auflösung des Klosters 1525 wurde die Kirche evangelische Pfarrkirche und ein evangelischer Pfarrer übernahm die Gemeinde.
Ab 1733 ließ Landesbaumeister Johann Adolph Richter das Mansarddach und das hölzerne Tonnengewölbe erbauen und die Ausstattung im Barockstil erneuern. 1898 wurde die Kirche renoviert, wobei man im Altarraum Fresken der Heiligen Ursula und des Antonius freilegte, die heute sichtbar sind. In den Jahren 1940 und 1983 bis 1985 wurde jeweils das Kirchendach gedeckt. 1902, 1929 und 1958 wurden die Glocken ausgewechselt. 1985 wurde bei einer Renovierung an der Chorwand ein Weihekreuz freigelegt. 2004 war die letzte Renovierung.
Das spitzbogige Südportal aus der Zeit um 1360 ist mit zwei erneuerten Figuren von Petrus und Paulus auf Konsolen versehen, darüber zwischen den fialenartig erhöhten Baldachinen das Wimpergfeld mit Kreuzigung und Pelikan aus der Zeit um 1360. Das rundbogige Tympanon stammt aus der zweiten Hälfte des 13. Jahrhunderts und wurde aus der Vorgängerkirche hier eingesetzt.

## Ausstattung
Der dreizonige Altar von 1733 ist mit einem Abendmahlsgang versehen, über dessen Zugang Moses und dessen Ausgang Christus dargestellt ist, in der Mitte darüber ist die Kanzel angebracht. Der Aufsatz mit einer Inschrift ist von den Personifikationen von Hoffnung und Liebe flankiert. Die farbig gefassten Architekturteile sind kontrastreich vom weißen Hintergrund abgesetzt. An der südlichen Chorwand ist ein Flügelaltar aufgestellt, der nach einer Inschrift 1572 vom Cranachschüler Veit Thiem geschaffen wurde. Er zeigt im Hauptbild den Gekreuzigten mit dem Lamm am Fuße des Kreuzes, links den Auferstandenen als Sieger über Tod und Teufel, rechts die durch das Blut Christi Erlösten. Auf den Flügeln sind rechts die Taufe Christi und links das Abendmahl dargestellt, auf den äußeren Flügelseiten den Tanz und das Goldene Kalb und das Jüngste Gericht. Insbesondere das Hauptbild ist in seiner Komposition stark an Lucas Cranach dem Älteren wie zum Beispiel in der Weimarer Herderkirche orientiert. Die Mitteltafel ist, wie man auf der Rückseite erkennen kann, ein wieder verwendetes Epitaphbild aus der Zeit um 1460 mit einer stehenden Madonna.
Im Chor sind zwei abgenommene Stücke eines Wandfreskos vermutlich aus dem 16. Jahrhundert mit den Heiligen Ursula und Antonius zu sehen. An der westlichen Nordwand ist eine kleine Kreuzigungsgruppe aus dem 16. Jahrhundert aufgestellt. An der östlichen Nordwand ist die Grabplatte mit den Liegefiguren des Friedrich von Orlamünde und Frau von 1365 zu finden. Rechts daneben ist ein Stein für Johann Herzog von Sachsen, Landgraf von Thüringen aus dem Jahr 1516 gesetzt, der den Knaben über seinem Wappen stehend zeigt. Der Grabstein für Dorothea Susanna geborene Pfalzgräfin bei Rhein ist mit Wappen und Allegorien versehen.
Eine Glocke stammt aus dem Jahr 1506. Sie wurde von Hans Obentbrot [Obenthrot] [vorher Heinrich (C)Zieg[e]ler zugeschrieben] gegossen. Sie wird von einer 1958 von Schilling & Lattermann (Apolda und Morgenröthe) gegossenen Eisenhartgussglocke und einer 1958 von Franz Schilling Söhne (Apolda) als Nr. 2757 gegossenen Bronzeglocke umrahmt. Letztere  ersetzt mehrere geschichtsträchtige Glocken der Vorzeit. Die wichtigste davon war eine 1534 aus dem Kloster Heusdorf nach Oberweimar gebrachte Bronzeglocke. Die neue Glocke ist anno 1534 gen Oberweimar auf Befehl von Heusdorff gefürt und aufgehängt. (Kopialbuch Kloster Heusdorf) Diese wurde 1448 von Conrad[e] Cranichfeld[e] gegossen.
Die heutige Orgel ist ein Werk von Adalbert Förtsch aus dem Jahr 1869 mit 19 Registern auf zwei Manualen und Pedal unter Verwendung eines älteren Prospekts. Zur feierlichen Orgelweihe 1870 waren Franz Liszt und Carl Müller-Hartung anwesend. Das Werk wurde mehrfach durch Förtsch überarbeitet und erweitert. Es ergänzt ein Instrument aus dem Jahr 1703 von Johann Georg Fincke (Jena), das im Instrumente vermerkt sah: Johann Georg Fincke orgel und Instrument macher in Jena wohnhaft und Christoph Tielemann orgelmacher gesell anno 1703 den 4.April mit 12 Registern, einem Manual und Pedal. Unklar ist, ob Johann Sebastian Bach dieses Instrumente kannte und spielte. 

Das Instrument von Adalbert Förtsch wurde  1956 durch Gerhard Kirchner (Weimar) teilweise umdisponiert und 2010/13 mit Unterstützung der Stiftung Orgelklang wieder hergestellt. Die Wiederweihe erfolgte am 18. August 2013.